# Deník Elizabeth Taylorové
Deník Elizabeth Taylorové (anglicky Liz: The Elizabeth Taylor Story) je americký životopisný film z roku 1995 pojednávající o Elizabeth Taylorové. Česky též bývá někdy uváděn jako Liz: Příběh Elizabeth Taylorové.
Film vznikl v roce 1995. Režisérem filmu byl Kevin Connor a hlavní roli „božské Liz“ ztvárnila známá americká herečka Sherilyn Fenn (proslavená také z kontroverzního filmu Helena v krabici (Boxing Helena)

## Herecké obsazení
| Sherilyn Fenn    | Elizabeth Taylorová |
| Angus Macfayden  | Richard Burton      |
| Ray Wise         | Mike Todd           |
| Corey Parker     | Eddie Fisher        |
| William McNamara | Montgomery Clift    |
| Eric Gustavson   | Nicky Hilton        |
| Michael McGrady  | Larry Fortensky     |

## Filmový štáb
- Námět: C. David Heymann - kniha Liz: An Intimate Biography of Elizabeth Taylor
- Scénář: Burr Douglas
- Kamera: Douglas Milsome
- Hudba: Ken Thorne
- Produkce: Hugh Benson
- Koproducent: Daniel Schneider
- Výkonný producent: Lester Persky
- Kostýmy: Jane Robinson
- Střih: Corky Ehlers, Barry Peters
- Zvuk: Bob Costanza, Joseph Melody (supervize)
- Výprava: James J. Aggazi